# Oncocalyx doberae
Oncocalyx doberae är en tvåhjärtbladig växtart som först beskrevs av Georg August Schweinfurth, och fick sitt nu gällande namn av A.G. Miller & J.A. Nyberg. Oncocalyx doberae ingår i släktet Oncocalyx och familjen Loranthaceae. Inga underarter finns listade i Catalogue of Life.